# Wydział Matematyki i Informatyki Uniwersytetu Mikołaja Kopernika w Toruniu
Wydział Matematyki i Informatyki Uniwersytetu Mikołaja Kopernika w Toruniu – jednostka naukowo-dydaktyczna będąca jednym z 16 wydziałów Uniwersytetu Mikołaja Kopernika w Toruniu. Siedziba wydziału znajduje się we wschodniej części dzielnicy Bydgoskie Przedmieście, w zabytkowym budynku przy ul. Fryderyka Chopina 12/18.

## Historia
Wydział Matematyki i Informatyki utworzony został w 1993 w wyniku podziału Wydziału Matematyki, Fizyki i Chemii. Wydział dzieli się na 9 katedr, 6 pracowni przedmiotowych i specjalizacyjnych oraz Laboratorium Eksploatacji Systemu Komputerowego.

## Kierunki kształcenia
Obecnie (r. akad. 2024/25) Wydział daje możliwość podjęcia studiów pierwszego i drugiego stopnia na pięciu kierunkach:
- analiza danych
- informatyka
- matematyka
- matematyka i ekonomia
- matematyka stosowana.

### Studia doktoranckie
- w zakresie matematyki
- w zakresie informatyki (środowiskowe studia doktoranckie z zakresu informatyki)
- w zakresie nauk matematycznych (środowiskowe studia doktoranckie z nauk matematycznych)

### Studia podyplomowe
- Programowanie urządzeń mobilnych
- Projektowanie i administracja serwisów internetowych

## Struktura wydziału

### Katedry
| Katedra                                                    | Kierownik                       |
| ---------------------------------------------------------- | ------------------------------- |
| Katedra Algebry i Geometrii                                | prof. dr hab. Piotr Dowbor      |
| Katedra Analizy Funkcjonalnej                              | prof. dr hab. Oleksandr Gomilko |
| Katedra Informatyki                                        | dr hab. Piotr Konrad Wiśniewski |
| Katedra Kombinatoryki i Obliczeń Symbolicznych             | dr hab. Andrzej Mróz            |
| Katedra Nieliniowej Analizy Matematycznej                  | dr hab. Grzegorz Gabor          |
| Katedra Równań Różniczkowych                               | prof. dr hab. Sławomir Rybicki  |
| Katedra Statystyki Matematycznej i Eksploracji Danych      | dr hab. Aleksander Zaigrajew    |
| Katedra Teorii Ergodycznej i Układów Dynamicznych          | prof. dr hab. Krzysztof Frączek |
| Katedra Teorii Prawdopodobieństwa i Analizy Stochastycznej | prof. dr hab. Andrzej Rozkosz   |

### Pracownie
| Pracownia                                        | Kierownik                 |
| ------------------------------------------------ | ------------------------- |
| Pracownia Elektroniki i Miernictwa Komputerowego | dr Jakub Narębski         |
| Pracownia Metodyki Nauczania Informatyki         | dr Anna Beata Kwiatkowska |
| Pracownia Metodyki Nauczania Matematyki          | dr Agnieszka Krause       |
| Pracownia Systemów Operacyjnych                  | dr hab. Zbigniew Szewczak |
| Pracownia Systemów Sieciowych                    | dr Piotr Przymus          |
| Pracownia Technologii Mobilnych                  | dr Błażej Zyglarski       |

### Laboratoria
| Laboratorium                                    | Kierownik           |
| ----------------------------------------------- | ------------------- |
| Laboratorium Eksploatacji Systemu Komputerowego | inż. Jakub Przybysz |

## Władze Wydziału
W kadencji 2024–2028:
| Stanowisko                 | Imię i nazwisko                          |
| -------------------------- | ---------------------------------------- |
| Dziekan                    | prof. dr hab. Grzegorz Bobiński          |
| Prodziekan ds. nauki       | dr hab. Joanna Kułaga-Przymus, prof. UMK |
| Prodziekan ds. studenckich | dr hab. Justyna Kosakowska, prof. UMK    |
| Prodziekan ds. informatyki | dr hab. Łukasz Mikulski                  |
| Prodziekan ds. kształcenia | dr Bartosz Ziemkiewicz                   |